# Horn Lake
Horn Lake é uma cidade localizada no estado americano de Mississippi, no Condado de DeSoto.

## Demografia
Segundo o censo americano de 2000, a sua população era de 14.099 habitantes.
Em 2006, foi estimada uma população de 22.763, um aumento de 8664 (61.5%).

## Geografia
De acordo com o United States Census Bureau tem uma área de
18,8 km², dos quais 18,8 km² cobertos por terra e 0,0 km² cobertos por água. Horn Lake localiza-se a aproximadamente 86 m acima do nível do mar.

## Localidades na vizinhança
O diagrama seguinte representa as localidades num raio de 20 km ao redor de Horn Lake.